# أسينات
أسينات هي زوجة النبي يوسف كما ذكر في التوراة. تزوجها عندما كان عزيزاً لمصر، ذُكر في بعض المراجع التاريخية واليهودية أنها ابنة دينا بنت يعقوب أخت يوسف.
يوجد وجهتا نظر حاخاميتين فيما يتعلق بأسينات. بحسب إحدى وجهات النظر فقد كانت امرأة مصرية اعتنقت اليهودية لكي تتزوج بيوسف. وهذا الرأي جعلها تقبل الله قبل الزواج ثم تقوم بتربية ولديها على الالتزام بالتعاليم اليهودية. هذا التصوير يقدمها كمثال إيجابي للتحول إلى اليهودية ويضعها بين النساء المتدينات المتحولات. أما وجهة النظر الأخرى فتقول إنها لم تكن مصرية بالنسب، بل كانت من عائلة يعقوب. وبحسب التقاليد التي تربطها بعائلة يعقوب فهي إبنة دينة التي اغتصبها شكيم وأنجبت أسنات. ترك يعقوب أسنات على أسوار مصر حيث وجدها بوتيفار فيما بعد، ثم ربتها زوجة بوتيفار وتزوجت في النهاية من يوسف.
ترتبط أهمية أسنات بولادة ابنيها، اللذان أصبحا فيما بعد أجدادًا لاثنين من أسباط إسرائيل الاثني عشر.

## أبناؤها
أنجبت للنبي يوسف ابنين: مانيسا وإفرايم.

## طالع كذلك
- النبي يوسف
- مانيسا بن يوسف
- إفرايم بن يوسف
- الاسينات (ذي السفال)

## وصلات خارجية
- إحدى حلقات مسلسل يوسف الصديق وفيها مشهد يجسد زواج يوسف من أسينات. على يوتيوب